# Usuário avançado
Um usuário avançado é aquele que usa o seu sistema de computador, tanto Windows quanto Linux, mais a fundo do que um usuário comum o faria, mas não é necessariamente capaz de programar e/ou modificar programas. Um power user (como também pode ser referido) é também uma pessoa que é líder numa equipe para a criação de um software.